# Graf DK 33
Graf DK 33 is een graf uit de Vallei der Koningen. Het graf werd ontdekt door Victor Loret in 1898. Het in onduidelijk waartoe de tombe diende of voor wie ze werd gebouwd. Het graf bestaat uit 2 lege en niet-gedecoreerde kamers.